# Conguitos

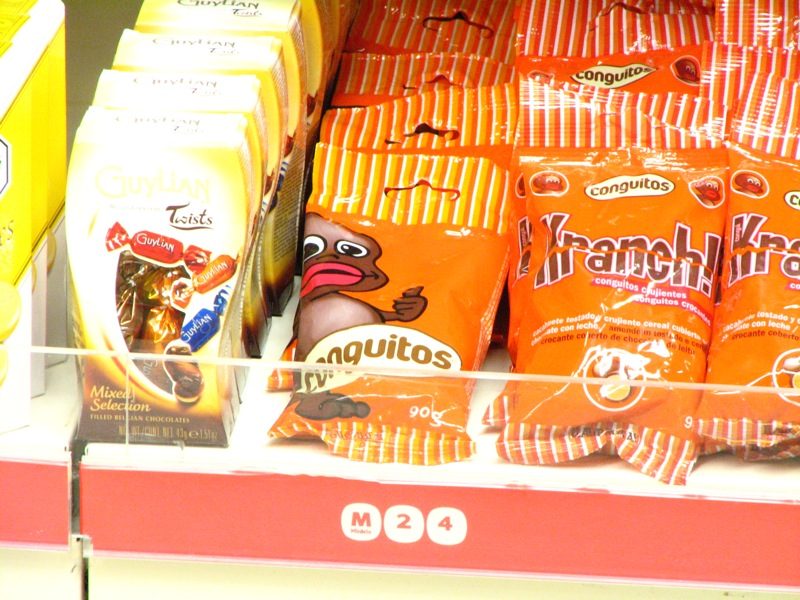
Paquete de Conguitos en un estante de dulces de chocolate en una tienda

Conguitos es una marca de productos de chocolate de Lacasa S. A.. Después de su gran éxito creando Lacasitos, Lacasa compró en 1987 la empresa zaragozana fabricante de Conguitos. Existen variedades, pero básicamente se trata de cacahuetes cubiertos de chocolate negro o blanco.

## Productos
Existen cinco variedades de Conguitos:
- Conguitos original (bolsa naranja): cacahuete tostado cubierto por chocolate negro o blanco.
- Conguitos cacahuete + cereal (bolsa azul): presentan una capa de cereal encima del cacahuete que lo hace más crujiente y están recubiertos con chocolate con leche.
- Shocobolas (bolsa lila): bolas de cereal recubiertas con chocolate con leche.
- Galleta (a granel en tiendas de chucherías): galleta crujiente bañada con chocolate con leche.
- Conguitos Color (bolsa amarilla): Conguitos originales pero con azúcar de colores.

## Proceso de fabricación
El proceso de fabricación consta de 6 pasos:
1. Se tuestan los frutos secos durante 20 minutos aproximadamente.
2. Estos se introducen en unos bombos donde son rociados con glucosa y azúcar con el fin de protegerlos de agentes externos.
3. Una vez cubiertos de azúcar, se llevan a otros bombos donde van cubriéndose de chocolate por volteo del producto.
4. Tras este baño de chocolate, las grageas se abrillantan en unos bombos de acero inoxidable; este abrillantado es por fricción y dura unas 4 horas.
5. Posteriormente, se imprime en cada gragea con tinte alimenticio la cara de un Conguito.
6. Por último, se pasan a las distintas líneas de envasado automático, de donde salen con las distintas presentaciones que se venden en el mercado.

## Historia
Los Conguitos fueron creados por un confitero llamado Federico Díaz Martínez e inscritos el 25 de marzo de 1963 en el Registro de la Propiedad Industrial.

### Litigio con Chimpancitos
Hacia finales de 1965, o principios de 1966, Francisco Jerez Ortiz, industrial, lanzó al mercado en Madrid cacahuetes bañados en chocolate, producto al que puso el nombre de Chimpancitos, en cuyas bolsas de plástico que servían de envases imitaba los colores y grafismos de los envases de Conguitos. La similitud del producto de Francisco originaba confusión en el público, preferentemente infantil, al que iba destinada la mercancía.
Federico Díaz se querelló contra Francisco Jerez, y la Audiencia Provincial de Madrid condenó a Francisco, como autor de un delito de infracción de la propiedad industrial, a un mes y un día de arresto, a multa de diez mil pesetas y a pagar una indemnización a Díaz con arreglo a los perjuicios inferidos, que sería fijada en ejecución de sentencia.
Jerez recurrió la sentencia, y la sala segunda del Supremo la anuló con la siguiente declaración:

«En el certificado —título de “Conguitos”— del Registro de la Propiedad Industrial se describe el gráfico de tres africanos, sin referencia a color o envase y la sentencia recurrida dice precisamente que esto último estaba registrado, por lo que comete error y ha de ser modificada».

Jerez solicitó inscripción en el Registro de la Propiedad Industrial de sus Chimpancitos el 10 de diciembre de 1965 y, con oposición de industriales, entre otros Díaz, le fue concedida la inscripción el 24 de septiembre de 1966. Jerez lanzó al mercado los Chimpancitos sin ánimo de imitar o de defraudar. Al no tener registrado Díaz el color del envase y de los grafismos de este para los Conguitos, no podía reconocerse que Jerez hubiese cometido el delito por el que fue condenado. Por todo ello, la sentencia recurrida fue anulada, y, en la dictada para sustituirla, los magistrados del Supremo absolvieron a Jerez del delito que le fuera imputado con todos los pronunciamientos favorables.

### Adquisición por Lacasa
El nacimiento de los Lacasitos en 1982 y la adquisición de los Conguitos en 1987 por parte de Lacasa marcaron una nueva etapa de éxito y expansión para esta empresa. Los Conguitos ya gozaban de gran popularidad antes de su adquisición, y Lacasa se encargó de relanzarlos con una notoria campaña publicitaria que concluyó con la creación de la sociedad Chocolates Lacasa Portugal.
En los años 90, los Conguitos se trasladaron a Utebo (Zaragoza). En los años siguientes, Lacasa emprendió una política de adquisición de compañías del sector para consolidar su posición en el mercado de chocolates y dulces infantiles. En la actualidad, los productos Lacasa tienen fuerte presencia en el mercado español y están consolidando su presencia a nivel mundial.

## Publicidad
La imagen del producto, aborigen ficticio negro, sonriente y de buena vida, bautizado por José Luis Izaguerri como Conguito, nació en 1961 del veterano publicista español Juan Tudela Férez como su primer trabajo de ilustrador para una agencia de Zaragoza. La idea nació bajo la influencia de la reciente independencia del Congo Belga.
El diseño cambió a lo largo de su historia para ir adaptándose a los tiempos, siendo uno de los cambios más notables la sustitución de la lanza tribal por una mano con el dedo pulgar levantado en señal de aprobación.
En los años 80, los Conguitos se anunciaban en televisión con asiduidad, y en 1994 tenían un exitoso anuncio que representaba a grandes estrellas del momento como Tina Turner o Stevie Wonder en forma de Conguitos de dibujos animados, cantando y bailando la canción promocional.
La nueva campaña de 2010 puede verse en el canal de Conguitos en YouTube, donde también están reunidos anuncios de la marca de diversas décadas, así como una lista de reproducción con vídeos subidos por fanes de todas las edades versionando la famosa canción «Somos los Conguitos» en carnavales y fiestas.
Durante 2011, Conguitos organizó la Conguitos Caravan Tour, un concurso de música con 8 conciertos en directo en 7 ciudades distintas de España.

### Acusaciones de racismo
En varias campañas virales de internet se ha criticado la imagen de la marca, al considerar su publicidad racista. Argumentan que promueve la caricatura del estereotipo negro jovial y simple, conteniendo diversos elementos típicos de la caricaturización negra, como la boca exagerada.